# Тренчинске Тјеплице
Тренчинске Тјеплице (слч. Trenčianske Teplice, мађ. Trentschinteplitz, мађ. Trencsénteplic) су град у Словачкој, у оквиру Тренчинског краја, где су у саставу округа Тренчин.

## Географија
Тренчинске Тјеплице су смештене у западном делу државе. Главни град државе, Братислава, налази се 150 km југозападно од града.
Рељеф: Тренчинске Тјеплице су се развиле у области средњем Поважја. Град се сместио у узаној долини речице Тјепличке, притоке Ваха. Изнад града издижу се Стражовски врхови. Надморска висина граде је око 276 метара.
Клима: Клима у Тренчинским Тјеплицама је умерено континентална.
Воде: Тренчинске Тјеплице су у долини речице Тјепличке, притоке Ваха. У складу са именом у насељу и његовом окружењу постоје бројни топли извори, па је насеље једна од најпознатијих бања у Словачкој.

## Историја
Људска насеља на простору Тренчинских Тјеплица везују се још за праисторију. Насеље под данашњим именом први пут се спомиње 1379. године. Убрзо се насеље прочуло по топлим изворима, па је вековима било познато као бањско место.
Крајем 1918. године. Тренчинске Тјеплице су постале део новоосноване Чехословачке. У време комунизма насеље је значајно унапређено, па је дошло до повећања становништва. После осамостаљења Словачке град је постао општинско средиште, али је дошло и до проблема везаних за преструктурирање привреде.

## Становништво
| Година:    | 1994. | 2004.   | 2014.   | 2024.   |
| ---------- | ----- | ------- | ------- | ------- |
| Број људи: | 4569  | 4297    | 4130    | 3909    |
| Разлика:   |       | -5,95 % | -3,88 % | -5,35 % |

| Година:    | 2023. | 2024.   |
| ---------- | ----- | ------- |
| Број људи: | 3908  | 3909    |
| Разлика:   |       | +0,02 % |

Данас Новаки имају око 4.000 становника и последњих година број становника лагано опада.
Етнички састав: По попису из 2021. године састав је следећи:
- Словаци - 91,8%,
- Чеси - 0,8%,
- остали.[6]

Верски састав: По попису из 2021. године састав је следећи:
- римокатолици - 58,8%,
- атеисти - 26,9%,
- лутерани - 3,6%,
- остали.

## Партнерски градови
- Ашерслебен

## Галерија
- Главни трг
- Градски хотел
- Римокатоличка црква